# Fackelblomskinnbagge
Fackelblomskinnbagge (Adelphocoris ticinensis) är en art i insektsordningen halvvingar som tillhör familjen ängsskinnbaggar.

## Kännetecken
Fackelblomskinnbaggen har en kroppslängd på 6,9 till 7,6 millimeter. Kroppsformen är oval och rundad och färgen på kroppen är mörkt svart. På täckvingarna finns röda och vitgula teckningar. Den har rödbruna antenner, med en mörkare färg på den fjärde leden.

## Utbredning
Fackelblomskinnbaggen finns i mellersta Europa, så långt österut som till Kaukasus. I Sverige har den hittats i Skåne och Blekinge samt på Öland. Detta är ansett som den norra gränsen av dess utbredningsområde.

### Status
Fackelblomskinnbaggen är i Sverige klassad som starkt hotad av ArtDataBanken. Det största hoten mot arten utgör förändringar av dess livsmiljö, som är våtmarker, genom utdikning och igenläggning. Förslag till bevarandeåtgärder innefattar därför skydd och återställning av våtmarker i för arten lämpliga områden.

## Levnadssätt
Fackelblomskinnbaggen hittas ofta på fackelblomster och därav har arten fått sitt trivialnamn. Den genomgår liksom andra halvvingar en ofullständig förvandling med utvecklingsstadierna ägg, nymf och imago. De vuxna insekterna livnär sig på växtsaft från blad och stjälkar, från fackelblomster men även från en del andra örter. Efter parningen lägger honan äggen, vilka övervintrar och kläcks på våren. Nymferna är purpurbruna i färgen och livnär sig förutom på växtsaft även på bladlöss.